# Hathaway
Hathaway är ett skjortmärke som tidigare tillverkades av C. F. Hathaway Company
Hathaway tillverkade skjortor för män och pojkar i Waterville i Maine. Företaget grundades 1837 och tillverkade bland annat  uniformsskjortor för Unionens soldater under Amerikanska frihetskriget. Företaget har kommit att bli mest känt för framgångsåren under 1950-talet då Baron George Wrangell, mer känd som The Man in the Hathaway Shirt, blev företagets ansikte utåt i en rad framgångsrika kampanjer för skjortor. Kampanjerna skapades av David Ogilvy på Ogilvy & Mather. 